# フリードリヒ1世 (ブランデンブルク選帝侯)
フリードリヒ1世・フォン・ブランデンブルク（Friedrich I. von Brandenburg, 1371年9月21日 - 1440年9月20日）は、ホーエンツォレルン家の人物で、最初は1398年からニュルンベルク城伯としてフリードリヒ6世・フォン・ニュルンベルクを、1415年にブランデンブルク選帝侯を兼ね、表記の名を名乗った。さらに、ブランデンブルク＝アンスバッハ辺境伯およびブランデンブルク＝クルムバッハ辺境伯をも兼ねた。
父はニュルンベルク城伯フリードリヒ5世、母はマイセン辺境伯フリードリヒ2世の娘エリーザベト。ヨハン3世の弟。

## 生涯
初めフリードリヒはオーストリア方面での職務に専念し、ハンガリー王（後の神聖ローマ皇帝）ジギスムント軍として戦争に加わっている。父の存命中の1396年、フリードリヒは、兄のヨハンと共に対オスマン帝国戦に参陣し、ドナウ川右岸、現在のブルガリアに位置するニコポリス近郊で戦闘が行われ（ニコポリスの戦い）、兄弟は共に辛くも難を逃れた。ヨハンはこの時、ジギスムントが捕虜になるところを救い出す働きをしている。
帰還後、父の遺領を兄と分割した。ヨハンはバイロイトを、フリードリヒはアンスバッハを獲得した。フリードリヒはまず、ボヘミア王ヴェンツェルとプファルツ選帝侯（のちローマ王）ループレヒト3世との内乱の仲介を試みたが、結局1399年9月にループレヒト側に就いて戦っている。
1409年、フリードリヒは深刻なフェーデの後、アンスバッハの運営を投げ出して、ハンガリー王ジギスムントのための仕事に邁進する。ブランデンブルク選帝侯の代理として、1410年9月20日にフランクフルト・アム・マインで開催された皇帝選出会議に参加し、ジギスムントの選挙に一役買った。ローマ王となったジギスムントはこの功に感謝し、フリードリヒを最高司令官として辺境領の管理者に任命した（1411年）。一方、フリードリヒは反乱を起こしたブランデンブルク領内の貴族（特にクヴァツォフ家とプトリッツ家）と戦い、最終的には治安を回復した。1415年、フリードリヒは上バイエルン＝インゴルシュタット公ルートヴィヒ7世と手を結んだ。
1415年4月30日のコンスタンツ公会議で、ジギスムントはフリードリヒに世襲の辺境伯位と選帝侯位を授けた。10月21日、ベルリンの議会でブランデンブルクの貴族たちは彼に忠誠を誓った。選帝侯領の正式な封土及び侍従長位の授与は、1417年4月18日に執り行われた。
ジギスムントはフリードリヒ1世に巨額の借金をしており、その担保としてブランデンブルク辺境領を提供したという説もある。1415年に支払不能に陥ったジギスムントは、フリードリヒ1世に選帝侯位とブランデンブルク辺境領を与えることでその穴埋めを行ったというものである。
フリードリヒ1世は、ジギスムントのフス派に対する暴力的なやり方に賛同できず、これが両者の関係を冷え込ませる原因となった。ブランデンブルク辺境領での絶え間ないフェーデや軋轢にさいなまれたフリードリヒ1世は、1425年に帝国自由都市ニュルンベルク近郊のカードルツブルクに引きこもり、辺境領の運営を長男のヨハンに任せてしまった。1427年からフス戦争に参戦するが、バーゼル公会議の際にはもっぱら調停に努めている（1433年11月30日）。同年、ニュルンベルク市にニュルンベルク城を売却した。
1437年以降はカードルツブルクで暮らし、この地で1440年9月20日に亡くなった。遺領は3分割され、長男のヨハンはクルムバッハ辺境伯、次男のフリードリヒ2世はブランデンブルク選帝侯、三男のアルブレヒト・アヒレスはアンスバッハ辺境伯となった。

## 子女
1401年9月18日に、下バイエルン＝ランツフート公フリードリヒ（賢公）の娘エリーザベト（1383年 - 1444年）と結婚した。2人の子供は以下の通り。
- エリーザベト（1403年 - 1449年） - シレジア＝レグニツァ公ルドヴィク2世と結婚。
- ヨハン（1406年 - 1464年） - 「錬金術伯」と呼ばれる。ブランデンブルク＝クルムバッハ辺境伯。
- ツェツィーリエ（1407年 - 1449年） - ブラウンシュヴァイク＝リューネブルク公ヴィルヘルム1世と結婚。
- マルガレーテ（1410年 - 1465年） - メクレンブルク公アルブレヒト5世と結婚、のち上バイエルン＝インゴルシュタット公ルートヴィヒ8世と結婚。
- マグダレーナ（1412年 - 1454年） - ブラウンシュヴァイク＝リューネブルク公フリードリヒ2世と結婚。
- フリードリヒ2世（1413年 - 1471年） - 「鉄歯侯」と呼ばれる。ブランデンブルク選帝侯。
- アルブレヒト・アヒレス（1414年 - 1486年） - ブランデンブルク＝アンスバッハ辺境伯、ブランデンブルク＝クルムバッハ辺境伯、ブランデンブルク選帝侯。
- ドロテア（1420年 - 1491年） - メクレンブルク公ハインリヒ4世と結婚。
- フリードリヒ（3世）（1424年 - 1463年） - 「肥満侯」とよばれる。1447年からアルトマルク領主。

## 記念碑

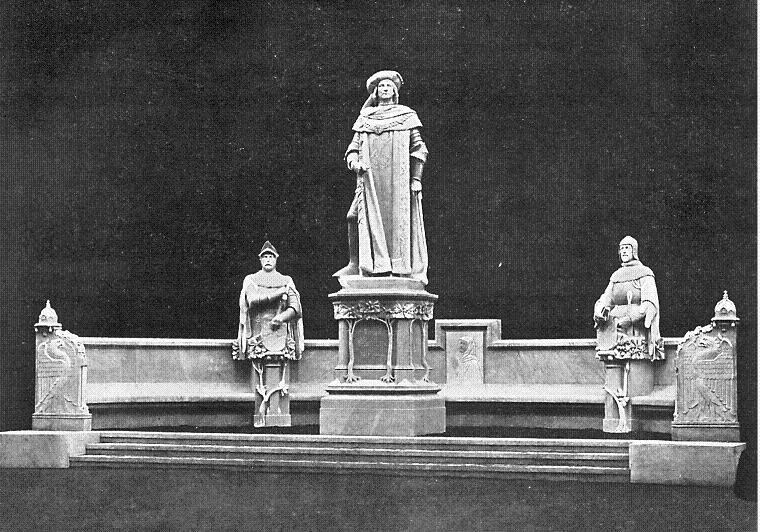
勝利の並木道記念碑グループ15。中央の立像がフリードリヒ1世。

ベルリンの勝利の並木道には、ルートヴィヒ・マンツェル作のフリードリヒの立像を中心とした記念碑グループ15があった。両側の胸像は、ホーエンローエ伯ヨハンとヴェント・フォン・イーレブルク（オイレンブルク家）である。この群像は、1900年8月28日に除幕された。